# Феррари, Микеле
Микеле Феррари (итал. Michele Ferrari, род. 26 марта 1953, Феррара, Италия) — итальянский врач, физиолог и спортивный тренер, отстраненный от медицинской практики за многочисленные скандалы, связанные с применением допинга его подопечными спортсменами-велосипедистами, среди которых был и лишенный звания 7-кратного чемпиона Тур де Франс американец Лэнс Армстронг.